# نبيلة قنديل
نبيلة قنديل أو سعاد وجدي ( -14 يناير 1988) شاعرة غنائية وكاتبة أغاني مصرية، اشتهرت بكتابة الأغاني الوطنية والدينية، وشكلت ثنائيًا فنيًا عظيمًا مع زوجها الموسيقار الراحل علي إسماعيل.

## مسيرتها الفنية
بدأت الشاعرة نبيلة قنديل مسيرتها الفنية كمونولوجيست في الأربعينيات من القرن العشرين باسم سعاد وجدي، وقدمت عددا من الأعمال الناجحة مثل «ذهب مع الريح» و«خير البر» و«ماله يا ناس» و«قلبي طب» و«كنا وكانوا» و«من أين لك هذا» و«بُريه من الناس» و«اسأل نفسك»، وتعاونت مع الملحن علي إسماعيل، والشاعر إبراهيم كامل رفعت، وأبو السعود الإبياري، وإبراهيم عاكف. وقد تزوجت من الفنان إسماعيل ياسين لفترة قصيرة ثم انفصلت عنه، وتركت العمل بمجال المونولوج، وغيرت اسمها إلى نبيلة قنديل وأصبحت تكتب أشعارًا غنائية.
كتبت نبيلة قنديل عددًا كبيرا من الأغاني الوطنية الباقية في ذاكرة الجماهير مثل "رايحين شايلين في إيدنا سلاح" و"دع سمائي"، و"أم البطل"، و"رايات النصر"، علاوة على كتابة أغنيات وطنية رشيقة واللاتي تغنى بها الثلاثي المرح كخلفية لرقصات شعبية في فرقة رضا للفنون الشعبية مثل: "حلاوة شمسنا" و"يالا عندنا رحلة". كما كتبت الشاعرة الراحلة العديد من الأغنيات لفنانين وفنانات كبار مثل شادية "رايحة فين يا عروسة"، ومحمد فوزي "يا طالع الشجرة"، وفايزة أحمد "أبو عيالي"، ومحمد العزبي "حتشبسوت"، وبالطبع الأغنية الأشهر في فيلم "الأرض" ليوسف شاهين «الأرض لو عطشانة". كما أنها صاحبة الأغنية الشعبية الشهيرة "الطشت قالي".
كما قدمت نبيلة قنديل أشهر أغاني شهر رمضان بالتعاون مع زوجها علي إسماعيل، مثل «أهو جه يا ولاد» من ألحان زوجها الموسيقار على إسماعيل، وأغنية «هاتوا الفوانيس يا ولاد» من تلحين وغناء الفنان الكبير محمد فوزي، وأغنية «افرحوا يا بنات» من ألحان على إسماعيل وغناء الثلاثي المرح.
يرى نقاد ومؤرخون أن تجربة قنديل... ثرية ومتنوعة وجعلتها تتربع منفردة على عرش الكتابة النسائية للأغنية المصرية في وقت ازدهارها في الستينيات من القرن الماضي، وأن ما يميزها ليس غزارة إنتاجها أو دخولها في منافسة مع نظرائها من شعراء الأغنية الرجال، ولكن ما يميزها هو بساطتها في التقاط الموضوعات، وانتقاء الكلمات المعبرة في لحظات أو مناسبات معينة، وقدرتها على غزل هذا كله لتنتج في النهاية نسيجاً رائعاً ومتناسقا في آن واحد وسهل الحفظ والترديد بين عامة المستمعين، وأن نجاحها مقترن بقدرتها على التواجد بثقل في المناسبات التي تهم الجمهور كافة.

## حياتها الشخصية
تزوجت نبيلة قنديل من الموسيقار علي إسماعيل، وأنجبت منه أبناءها شجون علي إسماعيل، ومصطفى علي إسماعيل، وحسين علي إسماعيل.

## وفاتها
توفت الشاعرة نبيلة قنديل في 14 يناير عام 1988.